# 奇瑞瑞虎
奇瑞瑞虎 （代号 T11）是中国大陆汽车制造商奇瑞汽车公司于2006年推出的一款五门紧凑型運動型多用途車。一共有1.6、2.0和2.4三个排量，前轮驱动与四轮驱动两种驱动方式。其中1.6排量的车型将装配其自主开发的ACTECO引擎。
由於中國內地銷售市場所販售車型有著眾多相同類似地方，有一部分人士抱持观点认为该车型的外观抄袭了丰田RAV4、舊款本田CR-V和三菱Outlander。
2008年12月31日，2.0升的版本在埃及另闢組裝生產線。包括奇瑞汽車（東方之子，A5和A1）在內，由前寶馬BMW埃及經銷商Aboul-Fotouh正式營運。